# Grattacieli di San Francisco

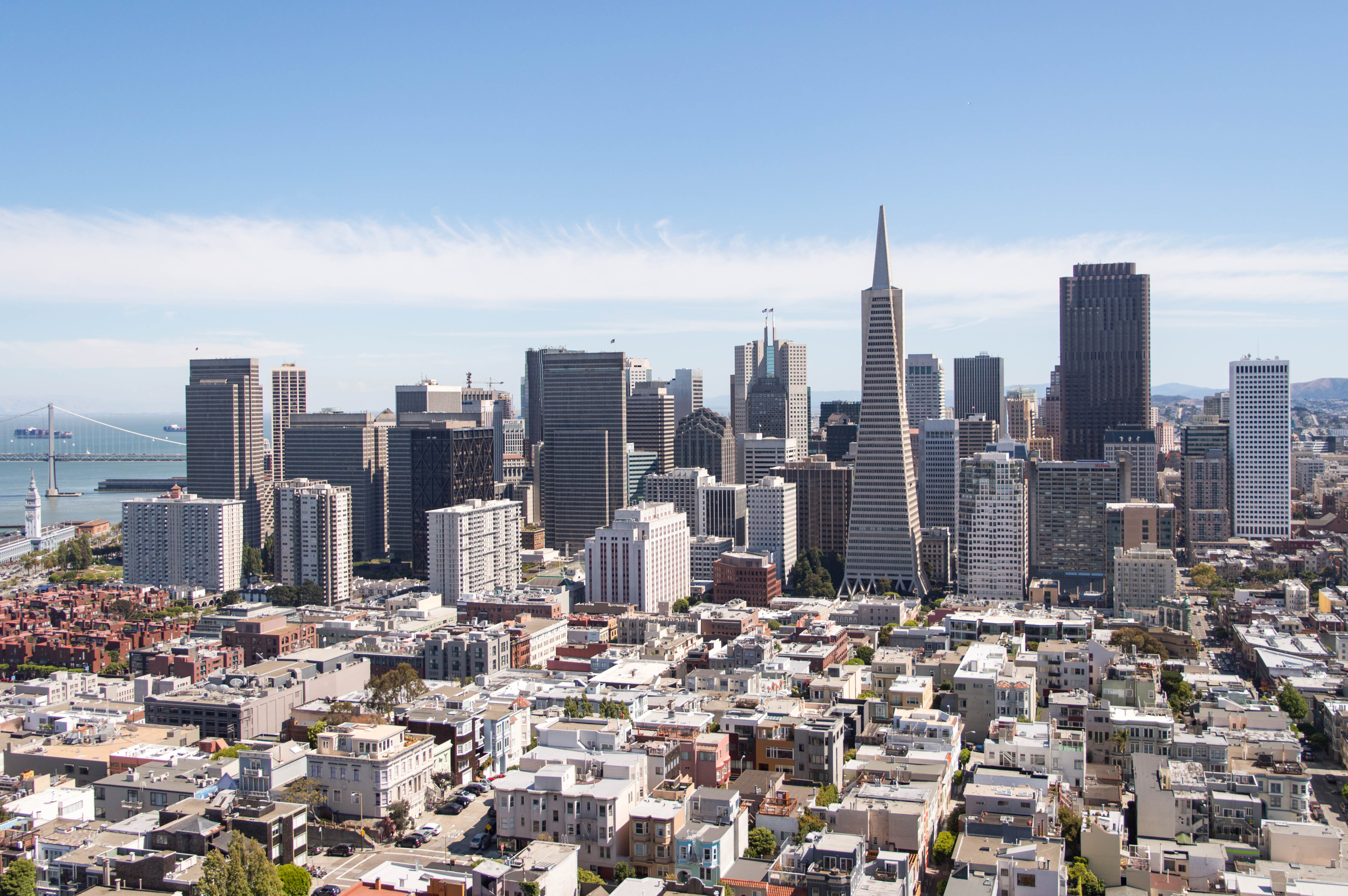
Skyline della città nel 2015.

La città statunitense di San Francisco ospita 465 grattacieli, 52 dei quali alti più di 122 metri. L'edificio più alto è la Torre Salesforce, che con i suoi 326 metri è anche il 12º edificio più alto degli Stati Uniti d'America. Il secondo edificio più alto è la Transamerica Pyramid di 260 metri, rimasta per 45 anni la struttura più alta della città, dal 1972 al 2017.
In totale, la città di San Francisco possiede 24 grattacieli alti più di 150 metri, posizionandosi così seconda nella West Coast dietro Los Angeles e sesta nel paese dietro le città di New York, Chicago, Miami, Houston e Los Angeles.

## Grattacieli più alti
La seguente lista comprende tutti i grattacieli con altezza uguale o superiore a 122 metri.
| Pos. | Nome                            | Immagine | Altezza | Piani | Anno | Note |
| ---- | ------------------------------- | -------- | ------- | ----- | ---- | --- |
| 1    | Torre Salesforce                |          | 326 m   | 61    | 2017 | - 12º edificio più alto degli Stati Uniti d'America - 2º edificio più alto della California - Edificio più alto costruito in città durante gli anni 2010 |
| 2    | Transamerica Pyramid            |          | 260 m   | 48    | 1972 | - Edificio più alto della città dal 1972 al 2017 - 40º edificio più alto degli Stati Uniti d'America - 5º edificio più alto della California - Edificio più alto costruito in città durante gli anni 1970                                                        |
| 3    | 181 Fremont                     |          | 245 m   | 56    | 2017 | - 58º edificio più alto degli Stati Uniti d'America - 6º edificio più alto della California - Edificio più alto del paese ad uso misto residenziale ed uffici a ovest del fiume Mississippi                                                                      |
| 4    | 555 California Street           |          | 237 m   | 52    | 1969 | - Edificio più alto della città dal 1969 al 1972 - 70º edificio più alto degli Stati Uniti d'America - 7º edificio più alto della California - Edificio più alto costruito in città durante gli anni 1960 - In precedenza conosciuto come Bank of America Center |
| 5    | 345 California Center           |          | 212 m   | 48    | 1986 | - 15º edificio più alto della California - Edificio più alto costruito in città durante gli anni 1980 |
| 6    | Millennium Tower                |          | 197 m   | 58    | 2009 | - 17º edificio più alto della California - Edificio più alto costruito in città durante gli anni 2000 |
| 7    | One Rincon Hill South Tower     |          | 195 m   | 60    | 2008 | - Edificio esclusivamente residenziale più alto della città |
| 8    | 50 Fremont Center               |          | 183 m   | 43    | 1985 | |
| 8    | 101 California Street           |          | 183 m   | 48    | 1982 | |
| 10   | Market Center                   |          | 175 m   | 40    | 1975 | - Conosciuto anche come Chevron Tower |
| 11   | Four Embarcadero Center         |          | 174 m   | 45    | 1982 | - Parte del complesso Embarcadero Center |
| 12   | One Embarcadero Center          |          | 173 m   | 45    | 1971 | - Parte del complesso Embarcadero Center |
| 13   | 44 Montgomery Street            |          | 172,2 m | 43    | 1967 | - Edificio più alto della città dal 1967 al 1969 |
| 14   | Spear Tower                     |          | 172 m   | 43    | 1976 | |
| 15   | One Sansome Street              |          | 168 m   | 41    | 1984 | - Conosciuto anche come Citigroup Center |
| 16   | One Rincon Hill North Tower     |          | 164 m   | 38    | 2014 | |
| 17   | One Front Street                |          | 161 m   | 39    | 1979 | - Conosciuto anche come Shaklee Terraces o 444 Market Street |
| 18   | First Market Tower              |          | 161 m   | 39    | 1973 | |
| 18   | McKesson Plaza                  |          | 161 m   | 38    | 1969 | |
| 20   | 425 Market Street               |          | 160 m   | 38    | 1973 | |
| 21   | One Montgomery Tower            |          | 152 m   | 38    | 1982 | |
| 22   | 333 Bush Street                 |          | 151 m   | 43    | 1986 | |
| 23   | Hilton San Francisco Tower I    |          | 150 m   | 46    | 1971 | - Edificio ad uso solo alberghiero più alto della città |
| 24   | Pacific Gas & Electric Building |          | 150 m   | 34    | 1971 | |
| 25   | 50 California Street            |          | 148 m   | 37    | 1972 | |
| 25   | 555 Mission Street              |          | 148 m   | 33    | 2008 | |
| 27   | St. Regis Museum Tower          |          | 148 m   | 42    | 2005 | |
| 28   | 100 Pine Center                 |          | 145 m   | 33    | 1972 | |
| 29   | 45 Fremont Street               |          | 145 m   | 34    | 1978 | - Conosciuto anche come Bechtel Building |
| 30   | 333 Market Street               |          | 144 m   | 33    | 1979 | |
| 31   | 650 California Street           |          | 142 m   | 34    | 1964 | - Edificio più alto della città dal 1965 al 1967 - Conosciuto anche come Hartford Building |
| 32   | 201 Folsom Street I             |          | 137 m   | 43    | 2015 | |
| 33   | 100 First Plaza                 |          | 136 m   | 27    | 1988 | |
| 34   | 340 Fremont Street              |          | 134 m   | 40    | 2016 | |
| 34   | 399 Fremont Street              |          | 134 m   | 42    | 2016 | |
| 36   | One California                  |          | 134 m   | 32    | 1969 | |
| 37   | San Francisco Marriott Marquis  |          | 133 m   | 39    | 1989 | |
| 38   | Russ Building                   |          | 132,5 m | 32    | 1927 | - Edificio più alto della città dal 1927 al 1965 - Edificio più alto costruito in città durante gli anni 1920 |
| 38   | 140 New Montgomery              |          | 132,5 m | 26    | 1925 | - Edificio più alto della città dal 1925 al 1965 - Edificio più alto costruito in città durante gli anni 1920 - Conosciuto anche come Pacific Telephone Building                                                                                                 |
| 40   | Jasper                          |          | 131 m   | 39    | 2015 | |
| 41   | The Infinity II                 |          | 128 m   | 41    | 2009 | |
| 41   | JPMorgan Chase Building         |          | 128 m   | 31    | 2002 | |
| 41   | The Paramount                   |          | 128 m   | 40    | 2002 | |
| 44   | Providian Financial Building    |          | 127 m   | 30    | 1981 | |
| 45   | Three Embarcadero Center        |          | 126 m   | 31    | 1977 | - Parte del complesso Embarcadero Center |
| 45   | Two Embarcadero Center          |          | 126 m   | 30    | 1974 | - Parte del complesso Embarcadero Center |
| 45   | 350 Mission Street              |          | 126 m   | 27    | 2015 | |
| 48   | 595 Market Street               |          | 125 m   | 30    | 1979 | |
| 49   | 123 Mission Street              |          | 124 m   | 29    | 1986 | |
| 50   | 101 Montgomery                  |          | 123 m   | 28    | 1984 | |
| 50   | Embarcadero West                |          | 123 m   | 34    | 1989 | - Parte del complesso Embarcadero Center |
| 52   | 100 Van Ness Avenue             |          | 122 m   | 29    | 1974 | - Nel 2014 convertito da uffici a residenze - Conosciuto anche come California Automobile Association Building |
| 52   | 201 Folsom Street II            |          | 122 m   | 38    | 2015 | |